# Piazza Carlo Emanuele II
Piazza Carlo Emanuele II è una delle piazze principali del centro della città sabauda, è attraversata da via Maria Vittoria e via Accademia Albertina, nelle vicinanze di via Po. Ha forma quadrata di 120x120 m. È universalmente conosciuta come Piazza Carlina (tanto da essere talvolta indicata così perfino nelle mappe stradali) dal nome del sovrano sabaudo, Carlo Emanuele II, sotto il quale avvenne la maggior espansione urbanistica della città dell'epoca.

## Storia

### Il progetto originario
Creata durante il secondo ampliamento della città, nel 1673, in direzione del Po, la piazza, pensata come principale spazio pubblico della "città nuova", fu il punto dal quale si partì per costruire il nuovo quartiere e fu la sede della direzione dei lavori.
La reggente Maria Giovanna Battista di Savoia-Nemours, moglie di Carlo Emanuele II di Savoia, chiamò Amedeo di Castellamonte per disegnare la pianta della piazza, che venne pensata di forma ottagonale. Il progetto venne modificato, riducendone le dimensioni e realizzandola nella caratteristica forma quadrata e anche la posizione venne modificata, da confinante con Via Po, come nell'idea del duca, si spostò laddove ancora oggi è visibile.

### Il Settecento
Da principale teatro della vita del ducato, come dalla volontà di Carlo Emanuele II, la piazza si trasformò in un semplice mercato del vino. Così la ricorda Goffredo Casalis: 
(Goffredo Casalis)

### Utilizzo
La piazza venne presto utilizzata come "mercato del vino", ma vi si vendevano anche altre merci quali fieno, legname e carbone.
Durante l'occupazione francese (1798-1814), Piazza Carlina venne ribattezzata Place de la Liberté, divenendo il luogo delle esecuzioni capitali mediante ghigliottina. Sotto il periodo napoleonico (1800 - 1814) si ebbero 423 esecuzioni, di cui 11 nel solo 1803.
Caduto il regime francese, la piazza tornò a chiamarsi col suo antico nome e vi si riprese la precedente attività fino a metà del XIX secolo, ma durante il periodo della restaurazione, divenne sede temporanea delle esecuzioni dei nemici dello Stato mediante impiccagione.

## Monumenti e palazzi

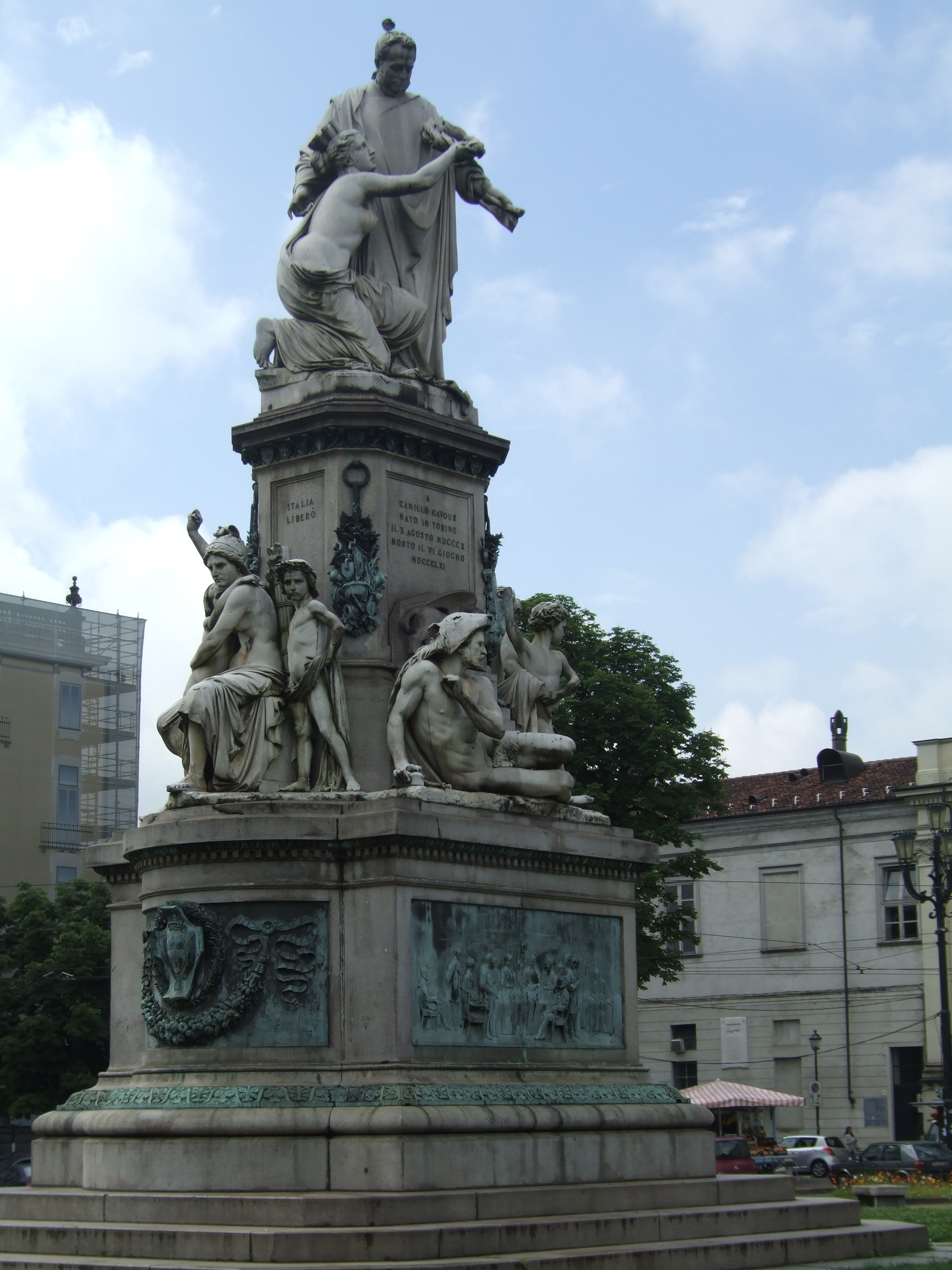
Monumento a Camillo Benso, conte di Cavour

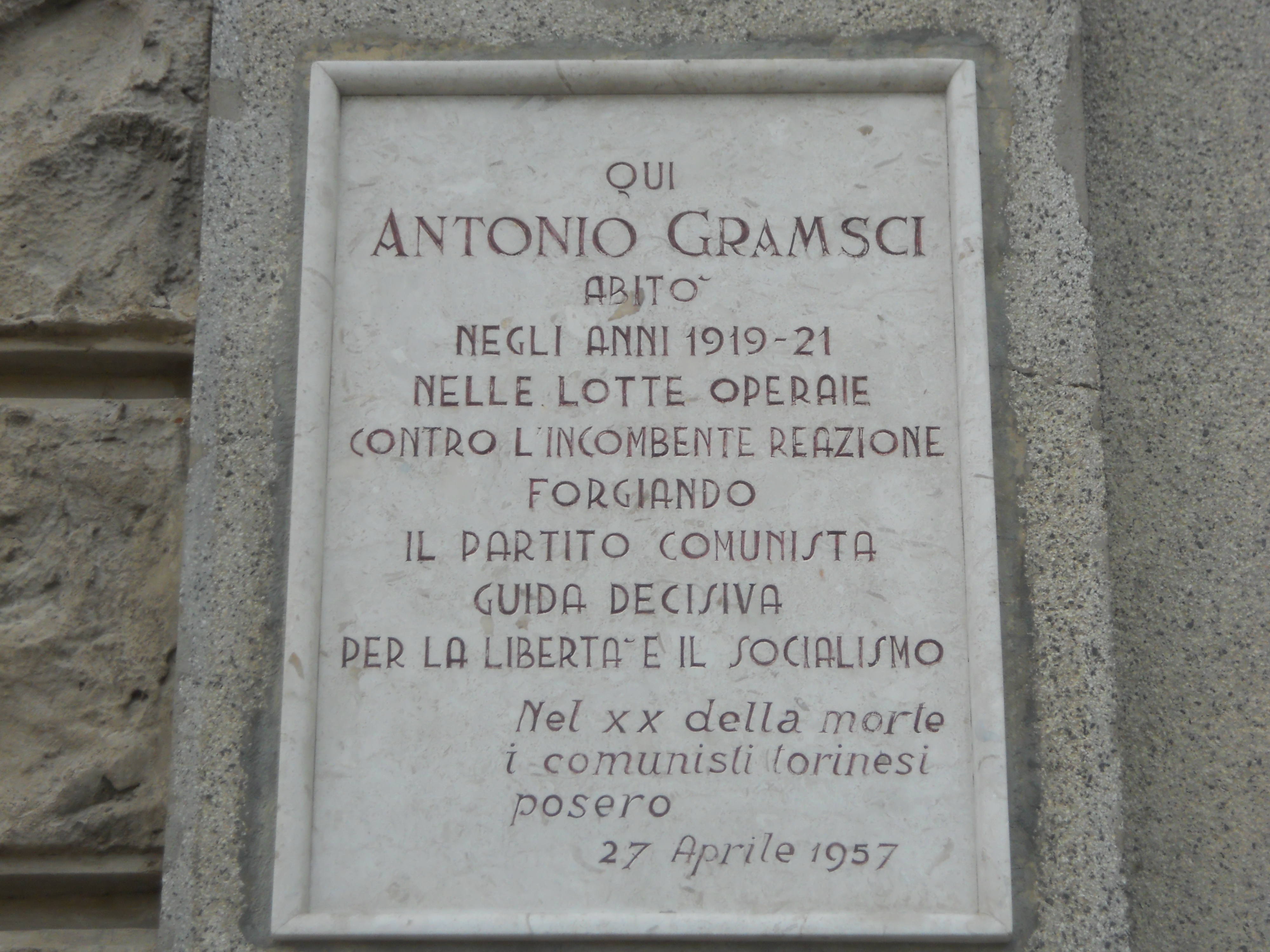
Targa dedicata ad Antonio Gramsci sulla facciata dell'ex Albergo di Virtù

- Al centro della piazza è posta la grande statua a Camillo Benso di Cavour, opera di Giovanni Duprè e posta nel 1872 dove oggi si trova

- Sul lato sud, la chiesa di Santa Croce, opera di Filippo Juvarra, realizzata nel 1718 per volere del re Vittorio Amedeo II di Savoia: oggi è adibita a chiesa ortodossa romena. La ricorda Luigi Cibrario:

(Luigi Cibrario. Storia di Torino, 1846)
- Palazzo del Collegio delle Province

- Sul lato est il Palazzo Roero di Guarene, talvolta chiamato impropriamente Palazzo dei Marchesi Ferrero d'Ormea[5] in quanto fu di proprietà di Tancredi Ferrero d'Ormea che nel 1844 lo acquistò per 600 000 lire dal marchese Luigi Coardi. L'edificio è stato disegnato da Amedeo di Castellamonte e ristrutturato successivamente da Giacinto Roero di Guarene. Danneggiato dai bombardamenti della seconda guerra mondiale, è stato lasciato per molti anni in parziale abbandono e attualmente è sede di una banca.

- Al civico 15 è sito l'edificio dell'ex Albergo di Virtù, istituto educativo-assistenziale rivolto all'istruzione professionale dei giovani poveri, specializzato nelle arti manifatturiere, che fu attivo a Torino, in questa sede, dal 1580 alla seconda metà dell'Ottocento, per poi diventare gruppo di alloggi di civile abitazione.[6] Negli anni dal 1919 al 1921 vi dimorò Antonio Gramsci. Profondamente riqualificato e ristrutturato nelle sue parti interne, venne trasformato in albergo a quattro stelle dalla catena NH Hoteles; inaugurato a novembre 2014,[7] nel 2017 il progetto di recupero ha conseguito il premio "Architetture Rivelate".[8]